# V566 Возничего
V566 Возничего (лат. V566 Aurigae) — одиночная переменная звезда в созвездии Возничего на расстоянии (вычисленном из значения параллакса) приблизительно 13350 световых лет (около 4093 парсеков) от Солнца. Видимая звёздная величина звезды — от +11,2m до +10,8m.

## Характеристики
V566 Возничего — красная углеродная пульсирующая полуправильная переменная звезда (SR) спектрального класса C(N). Эффективная температура — около 3306 K.